# Женская Лига чемпионов ЕКВ 2017/2018
18-й розыгрыш женской Лиги чемпионов ЕКВ (58-й с учётом Кубка европейских чемпионов) проходил с 17 октября 2017 по 6 мая 2018 года с участием 26 клубных команд из 18 стран-членов Европейской конфедерации волейбола. Победителем турнира в 4-й раз в своей истории и во 2-й раз подряд стала турецкая команда «Вакыфбанк» (Стамбул).

## Система квалификации
Розыгрыш Лиги 2017/2018 годов состоит из квалификационного раунда и основного турнира (групповой этап и плей-офф). Заявить по одной команде в квалификационный раунд получили возможность все страны-члены Европейской конфедерации волейбола. В квалификации разыгрываются 4 путёвки в групповой этап. 12 команд получают места в групповом этапе минуя квалификацию. Эти 12 мест распределены по рейтингу ЕКВ на 2017 год, учитывающему результаты выступлений клубных команд стран-членов ЕКВ в еврокубках на протяжении трёх сезонов (2013/2014—2015/2016). Согласно ему прямое представительство в Лиге получили клубы из 8 стран: Турция, Россия, Польша, Азербайджан (все по 2 команды), Германия, Швейцария, Италия и Франция (по 1 команде). После отказа от участия представителей Азербайджана и Германии вакантные места были переданы Румынии, Чехии и Сербии (9—11 позиции в клубном рейтинге).
Возможностью заявить по одной команде в квалификационный раунд воспользовались 14 стран: Турция, Россия, Польша, Италия, Франция, Бельгия, Финляндия, Словения, Израиль, Нидерланды, Венгрия, Белоруссия, Босния и Герцеговина, Болгария.

## Команды-участницы

### Основной турнир
| Страна    | Команда                     |                                   |
| --------- | --------------------------- | --------------------------------- |
| Турция    | «Фенербахче» (Стамбул)      | Чемпион Турции 2017               |
| Турция    | «Галатасарай» (Стамбул)     | 2-й призёр чемпионата Турции 2017 |
| Турция    | «Вакыфбанк» (Стамбул)       | по итогам квалификации            |
| Россия    | «Динамо» (Москва)           | Чемпион России 2017               |
| Россия    | «Динамо-Казань» (Казань)    | 2-й призёр чемпионата России 2017 |
| Польша    | «Хемик» (Полице)            | Чемпион Польши 2017               |
| Польша    | «Будовляни» (Лодзь)         | 2-й призёр чемпионата Польши 2017 |
| Польша    | «Девелопрес» (Жешув)        | по итогам квалификации            |
| Швейцария | «Волеро» (Цюрих)            | Чемпион Швейцарии 2017            |
| Италия    | «Игор Горгондзола» (Новара) | Чемпион Италии 2017               |
| Италия    | «Имоко Воллей» (Конельяно)  | по итогам квалификации            |
| Франция   | «АСПТТ Мюлуз» (Мюлуз)       | Чемпион Франции 2017              |
| Румыния   | «Альба-Блаж» (Блаж)         | Чемпион Румынии 2017              |
| Чехия     | «АГЕЛ Простеёв» (Простеёв)  | Чемпион Чехии 2017                |
| Сербия    | «Визура» (Рума)             | Чемпион Сербии 2017               |
| Болгария  | «Марица» (Пловдив)          | по итогам квалификации            |

### Квалификация
| Страна               | Команда                     |                                   |
| -------------------- | --------------------------- | --------------------------------- |
| Турция               | «Вакыфбанк» (Стамбул)       | 3-й призёр чемпионата Турции 2017 |
| Россия               | «Енисей» (Красноярск)       | 3-й призёр чемпионата России 2017 |
| Польша               | «Девелопрес» (Жешув)        | 3-й призёр чемпионата Польши 2017 |
| Италия               | «Имоко Воллей» (Конельяно)  | по итогам чемпионата Италии       |
| Франция              | «Канне-Рошвиль» (Ле Канне)  | 2-й призёр чемпионат Франции 2016 |
| Бельгия              | «Астерикс-Аво» (Беверен)    | Чемпион Бельгии 2017              |
| Финляндия            | «Виести» (Сало)             | Чемпион Финляндии 2017            |
| Словения             | «Нова-КБМ-Браник» (Марибор) | Чемпион Словении 2017             |
| Израиль              | «Хапоэль» (Кфар-Сава)       | Чемпион Израиля 2017              |
| Нидерланды           | «Слидрехт Спорт» (Слидрехт) | Чемпион Нидерландов 2017          |
| Венгрия              | «Линамар» (Бекешчаба)       | Чемпион Венгрии 2017              |
| Белоруссия           | «Минчанка» (Минск)          | Чемпион Белоруссии 2017           |
| Босния и Герцеговина | «Бимал-Единство» (Брчко)    | Чемпион Боснии и Герцеговины 2017 |
| Болгария             | «Марица» (Пловдив)          | Чемпион Болгарии 2017             |

## Система проведения розыгрыша
С квалификационного раунда в розыгрыше участвовали 14 команд. Во всех стадиях квалификации (всего две) применяется система плей-офф, то есть команды делятся на пары и проводят между собой по два матча с разъездами. Победителем пары выходит команда, одержавшая две победы. В случае равенства побед победителем становится команда, набравшая в рамках двухматчевой серии большее количество очков (за победу 3:0 и 3:1 даётся 3 очка, за победу 3:2 — 2 очка, за поражение 2:3 — 1, за поражение 1:3 и 0:3 очки не начисляются). Если обе команды при этом набрали одинаковое количество очков, то назначается дополнительный («золотой») сет, победивший в котором выходит в следующий раунд соревнований. Команды, победившие в матчах 2-го раунда квалификации вышли в основной турнир Лиги. Команды не прошедшие квалификацию получили возможность стартовать в розыгрыше Кубка ЕКВ.
Основной турнир состоит из предварительного этапа, плей-офф и финального этапа. На предварительном этапе 16 команд-участниц разбиты на 4 группы. В группах команды играют с разъездами в два круга. Приоритетом при распределении мест в группах является общее количество побед, затем число набранных очков, соотношение выигранных и проигранных партий, соотношение мячей, результаты личных встреч. За победы со счётом 3:0 и 3:1 команды получают по 3 очка, за победы 3:2 — по 2 очка, за поражения 2:3 — по 1 очку, за поражения 0:3 и 1:3 очки не начисляются. В плей-офф выходят победители и три команды из четырёх, имеющие лучшие показатели среди занявших в группах вторые места. Из числа команд, вышедших в плей-офф, выбирается хозяин финального этапа и допускается непосредственно в финальный раунд розыгрыша.
6 команд-участниц плей-офф делятся на пары и проводят между собой по два матча с разъездами. Победителем пары выходит команда, одержавшая две победы. В случае равенства побед победителем становится команда, набравшая в рамках двухматчевой серии большее количество очков, система начисления которых аналогична применяемой на предварительном этапе и в квалификации. Если обе команды при этом набрали одинаковое количество очков, то назначается дополнительный («золотой») сет, победивший в котором выходит в финальный этап.
Финальный этап проводится в формате «финала четырёх» — полуфинал и два финала (за 3-е и 1-е места).
Жеребьёвка предварительного этапа основного турнира прошла в Москве 17 ноября 2017 года . По её результатам были сформированы 4 группы предварительного этапа основного турнира (в таблицах приведён состав групп с учётом результатов квалификации).
| Группа A                                                                | Группа B                                                                                         |
| ----------------------------------------------------------------------- | ------------------------------------------------------------------------------------------------ |
| «Волеро» Цюрих «АСПТТ Мюлуз» Мюлуз «Альба-Блаж» Блаж «Девелопрес» Жешув | «Фенербахче» Стамбул «Игор Горгондзола» Новара «АГЕЛ Простеёв» Простеёв «Имоко Воллей» Конельяно |

| Группа С                                                             | Группа D                                                                    |
| -------------------------------------------------------------------- | --------------------------------------------------------------------------- |
| «Динамо-Казань» Казань «Хемик» Полице «Визура» Рума «Марица» Пловдив | «Галатасарай» Стамбул «Динамо» Москва «Будовляни» Лодзь «Вакыфбанк» Стамбул |

## Квалификация

### 1-й раунд
17-19.10/21-25.10.2017
 «Хапоэль» (Кфар-Сава) —  «Девелопрес» (Жешув)
17 октября. 1:3 (20:25, 28:30, 32:30, 13:25).
21 октября. 0:3 (21:25, 19:25, 15:25).
 «Линамар» (Бекешчаба) —  «Имоко Воллей» (Конельяно)
17 октября. 0:3 (4:25, 10:25, 17:25).
21 октября. 0:3 (11:25, 10:25, 15:25).
 «Канне-Рошвиль» (Ле-Канне) —  «Минчанка» (Минск)
17 октября. 2:3 (22:25, 27:25, 25:22, 26:28, 13:15).
21 октября. 2:3 (21:25, 12:25, 25:21, 25:22, 16:18).
 «Слидрехт Спорт» (Слидрехт) —  «Астерикс-Аво» (Беверен) 
17 октября. 3:2 (25:19, 25:23, 24:26, 23:25, 15:13).
21 октября. 3:1 (15:25, 26:24, 25:21, 25:17).
 «Марица» (Пловдив) —  «Виести» (Сало) 
19 октября. 3:1 (25:18, 25:20, 23:25, 25:21).
25 октября. 1:3 (25:14, 22:25, 24:26, 19:25). «Золотой» сет — 15:12.
 «Бимал-Единство» (Брчко) —  «Нова-КБМ-Браник» (Марибор)
17 октября. 0:3 (17:25, 13:25, 22:25).
21 октября. 0:3 (17:25, 21:25, 16:25).
 «Вакыфбанк» (Стамбул) и  «Енисей» (Красноярск) освобождены от 1-го раунда квалификации.

### 2-й раунд
7.11/11.11.2017
 «Минчанка» (Минск) —  «Вакыфбанк» (Стамбул)
7 ноября. 0:3 (17:25, 20:25, 27:29).
11 ноября. 0:3 (21:25, 16:25, 16:25).
 «Марица» (Пловдив) —  «Енисей» (Красноярск) 
7 ноября. 2:3 (25:21, 25:18, 22:25, 20:25, 14:16).
11 ноября. 3:2 (20:25, 19:25, 25:22, 27:25, 15:12). «Золотой» сет — 15:11.
 «Нова-КБМ-Браник» (Марибор) —  «Девелопрес» (Жешув)
7 ноября. 1:3 (22:25, 25:23, 23:25, 22:25).
11 ноября. 1:3 (15:25, 20:25, 25:20, 25:27).
 «Слидрехт Спорт» (Слидрехт) —  «Имоко Воллей» (Конельяно)
7 ноября. 0:3 (15:25, 23:25, 21:25).
11 ноября. 0:3 (10:25, 12:25, 7:25).

### Итоги
4 победителя 2-го раунда квалификации («Вакыфбанк», «Марица», «Девелопрес» и «Имоко Воллей») вышли в основной турнир Лиги чемпионов. Все остальные команды, участвовавшие в квалификации, включены в розыгрыш Кубка ЕКВ.

## Предварительный этап
12 декабря 2017 — 27 февраля 2018

### Группа А
| М | Команда             | 1       | 2       | 3       | 4       | И | В | П | С/П  | О  |
| - | ------------------- | ------- | ------- | ------- | ------- | - | - | - | ---- | -- |
| 1 | «Альба-Блаж» Блаж   |         | 3:1 1:3 | 3:0 3:1 | 3:1 3:2 | 6 | 5 | 1 | 15:8 | 14 |
| 2 | «Волеро» Цюрих      | 1:3 3:1 |         | 3:0 3:1 | 2:3 3:1 | 6 | 4 | 2 | 15:8 | 13 |
| 3 | «Девелопрес» Жешув  | 0:3 1:3 | 0:3 1:3 |         | 3:1     | 6 | 2 | 4 | 8:14 | 6  |
| 4 | «АСПТТ Мюлуз» Мюлуз | 1:3 2:3 | 3:2 1:3 | 1:3     |         | 6 | 1 | 5 | 9:17 | 3  |

13.12: Альба-Блаж — Волеро 3:1 (26:24, 25:22, 24:26, 25:21).
13.12: Девелопрес — АСПТТ Мюлуз 3:1 (25:18, 20:25, 25:14, 25:17).
11.01: Волеро — АСПТТ Мюлуз 2:3 (19:25, 19:25, 25:23, 25:23, 10:15).
11.01: Девелопрес — Альба-Блаж 0:3 (19:25, 25:27, 17:25).
24.01: АСПТТ Мюлуз — Альба-Блаж 1:3 (20:25, 25:20, 16:25, 20:25).
25.01: Волеро — Девелопрес 3:0 (26:24, 25:19, 25:13).
7.02: Альба-Блаж — АСПТТ Мюлуз 3:2 (15:25, 25:21, 20:25, 28:26, 15:13).
7.02: Девелопрес — Волеро 1:3 (16:25, 25:18, 22:25, 22:25).
21.02: АСПТТ Мюлуз — Волеро 1:3 (24:26, 25:20, 22:25, 19:25).
22.02: Альба-Блаж — Девелопрес 3:1 (25:15, 25:16, 20:25, 25:12).
27.02: Волеро — Альба-Блаж 3:0 (25:22, 25:15, 25:9).
27.02: АСПТТ Мюлуз — Девелопрес 1:3 (23:25, 14:25, 25:23, 17:25).

### Группа B
| М | Команда                   | 1       | 2       | 3       | 4       | И | В | П | С/П   | О  |
| - | ------------------------- | ------- | ------- | ------- | ------- | - | - | - | ----- | -- |
| 1 | «Игор Горгондзола» Новара |         | 1:3 3:1 | 3:2 3:0 | 3:1 3:0 | 6 | 5 | 1 | 16:7  | 14 |
| 2 | «Имоко Воллей» Конельяно  | 3:1 1:3 |         | 3:2     | 3:1 3:0 | 6 | 5 | 1 | 16:9  | 13 |
| 3 | «Фенербахче» Стамбул      | 2:3 0:3 | 2:3     |         | 3:1     | 6 | 2 | 4 | 12:14 | 9  |
| 4 | «АГЕЛ Простеёв» Простеёв  | 1:3 0:3 | 1:3 0:3 | 1:3     |         | 6 | 0 | 6 | 4:18  | 0  |

12.12: АГЕЛ Простеёв — Фенербахче 1:3 (25:20, 14:25, 19:25, 21:25).
13.12: Имоко Воллей — Игор Горгондзола 3:1 (25:13, 25:18, 20:25, 25:14).
10.01: Имоко Воллей — АГЕЛ Простеёв 3:1 (25:14, 21:25, 25:16, 25:17).
11.01: Фенербахче — Игор Горгондзола 2:3 (26:24, 25:19, 22:25, 19:25, 6:15).
25.01: Игор Горгондзола — АГЕЛ Простеёв 3:1 (25:12, 25:13, 22:25, 25:14).
25.01: Фенербахче — Имоко Воллей 2:3 (25:21, 27:25, 15:25, 17:25, 10:15).
7.02: АГЕЛ Простеёв — Игор Горгондзола 0:3 (24:26, 15:25, 13:25).
7.02: Имоко Воллей — Фенербахче 3:2 (20:25, 18:25, 25:18, 25:22, 15:11).
21.02: АГЕЛ Простеёв — Имоко Воллей 0:3 (21:25, 21:25, 15:25).
22.02: Игор Горгондзола — Фенербахче 3:0 (25:23, 25:18, 25:15).
27.02: Фенербахче — АГЕЛ Простеёв 3:1 (25:23, 23:25, 25:13, 25:10).
27.02: Игор Горгондзола — Имоко Воллей 3:1 (25:16, 29:27, 23:25, 25:16).

### Группа C
| М | Команда                | 1       | 2       | 3       | 4       | И | В | П | С/П   | О  |
| - | ---------------------- | ------- | ------- | ------- | ------- | - | - | - | ----- | -- |
| 1 | «Динамо-Казань» Казань |         | 3:0 3:1 | 3:0     | 3:0 3:1 | 6 | 6 | 0 | 18:2  | 18 |
| 2 | «Хемик» Полице         | 0:3 1:3 |         | 3:0 3:2 | 3:0 3:2 | 6 | 4 | 2 | 13:10 | 10 |
| 3 | «Визура» Рума          | 0:3     | 0:3 2:3 |         | 3:1 3:0 | 6 | 2 | 4 | 8:13  | 7  |
| 4 | «Марица» Пловдив       | 0:3 1:3 | 0:3 2:3 | 1:3 0:3 |         | 6 | 0 | 6 | 4:18  | 1  |

12.12: Визура — Хемик 0:3 (17:25, 21:25, 14:25).
13.12: Марица — Динамо-Казань 0:3 (19:25, 23:25, 23:25).
10.01: Хемик — Динамо-Казань 0:3 (17:25, 20:25, 19:25).
11.01: Марица — Визура 1:3 (17:25, 25:22, 17:25, 13:25).
24.01: Хемик — Марица 3:0 (25:16, 26:24, 25:12).
25.01: Динамо-Казань — Визура 3:0 (25:18, 25:23, 25:11).
6.02: Визура — Динамо-Казань 0:3 (12:25, 16:25, 18:25).
8.02: Марица — Хемик 2:3 (19:25, 25:18, 25:23, 20:25, 11:15).
20.02: Визура — Марица 3:0 (25:23, 25:19, 25:14).
21.02: Динамо-Казань — Хемик 3:1 (24:26, 25:16, 25:23, 25:14).
27.02: Хемик — Визура 3:2 (22:25 25:23, 19:25, 25:19, 19:17).
27.02: Динамо-Казань — Марица 3:1 (25:23, 21:25, 25:15, 25:6).

### Группа D
| М | Команда               | 1       | 2       | 3       | 4       | И | В | П | С/П   | О  |
| - | --------------------- | ------- | ------- | ------- | ------- | - | - | - | ----- | -- |
| 1 | «Вакыфбанк» Стамбул   |         | 3:1     | 3:0 3:2 | 3:1 3:0 | 6 | 6 | 0 | 18:5  | 17 |
| 2 | «Галатасарай» Стамбул | 1:3     |         | 3:1     | 3:0 3:1 | 6 | 4 | 2 | 14:9  | 12 |
| 3 | «Динамо» Москва       | 0:3 2:3 | 1:3     |         | 3:0     | 6 | 2 | 4 | 10:12 | 7  |
| 4 | «Будовляни» Лодзь     | 1:3 0:3 | 0:3 1:3 | 0:3     |         | 6 | 0 | 6 | 2:18  | 0  |

14.12: Вакыфбанк — Галатасарай 3:1 (25:22, 25:18, 23:25, 26:24).
21.12: Будовляни — Динамо 0:3 (18:25, 20:25, 23:25).
9.01: Динамо — Галатасарай 1:3 (21:25, 18:25, 25:23, 17:25).
10.01: Вакыфбанк — Будовляни 3:1 (25:16, 24:26, 25:15, 25:16).
23.01: Галатасарай — Будовляни 3:0 (25:16, 25:21, 25:17).
24.01: Динамо — Вакыфбанк 0:3 (20:25, 22:25, 18:25).
6.02: Будовляни — Галатасарай 1:3 (9:25, 18:25, 25:13, 15:25).
8.02: Вакыфбанк — Динамо 3:2 (22:25, 25:18, 25:11, 21:25, 15:9).
20.02: Галатасарай — Динамо 3:1 (19:25, 25:22, 25:15, 25:21).
20.02: Будовляни — Вакыфбанк 0:3 (13:25, 22:25, 16:25).
27.02: Динамо — Будовляни 3:0 (25:12, 25:13, 25:20).
27.02: Галатасарай — Вакыфбанк 1:3 (21:25, 22:25, 25:22, 24:26).

### Итоги
По итогам предварительного этапа в плей-офф вышли победители групп («Альба-Блаж», «Игор Горгондзола», «Динамо-Казань», «Вакыфбанк») и три лучшие команды из числа занявших в группах вторые места («Волеро», «Имоко Воллей», «Галатасарай»). Хозяином финального этапа выбран «Альба-Блаж», получивший прямой допуск в финал четырёх, который прошёл в Бухаресте (Румыния)

## Плей-офф
20—22 марта/ 3—5 апреля 2018.
 «Волеро» (Цюрих) —  «Вакыфбанк» (Стамбул)
22 марта. 0:3 (17:25, 22:25, 21:25).
5 апреля. 0:3 (12:25, 14:25, 17:25).
 «Имоко Воллей» (Конельяно) —  «Динамо-Казань» (Казань)
21 марта. 3:0 (25:19, 25:18, 25:17).
4 апреля. 2:3 (15:25, 25:21, 25:20, 17:25, 13:15).
 «Галатасарай» (Стамбул) —  «Игор Горгондзола» (Новара)
21 марта. 2:3 (21:25, 25:7, 25:16, 21:25, 10:15).
5 апреля. 3:1 (24:26, 25:20, 25:17, 25:19).

## Финал четырёх
5—6 мая 2018.  Бухарест.
Участники:
 «Альба-Блаж» (Блаж)
 «Вакыфбанк» (Стамбул)
 «Имоко Воллей» (Конельяно)
 «Галатасарай» (Стамбул)

### Полуфинал
5 мая
 «Вакыфбанк» —  «Имоко Воллей»
3:2 (25:22, 25:21, 17:25, 15:25, 16:14)
 «Альба-Блаж» —  «Галатасарай»   
3:1 (23:25, 25:17, 25:22, 25:22)

### Матч за 3-е место
6 мая
 «Имоко Воллей» —  «Галатасарай»   
3:0 (25:17, 25:18, 25:20)

### Финал
| 6 мая 2018 | \| «Вакыфбанк» (Стамбул) \| 3:0 cev.eu \| «Альба-Блаж» (Блаж) \| \| Джансу Озбай (5) Гёзде Кырдар-Сонсырма (12) Милена Рашич (10) Лоннеке Слютьес (14) Чжу Тин (15) Зехра Гюнеш (4) Хатидже-Гизем Орге (либеро) Келси Робинсон Айше-Мелис Гюркайнак \| Голы \| Александра Црнцевич (8) Ннека Оньеджекве (5) Ана Клегер (3) Адина Салаору (7) Наташа Крсманович (2) Петя Баракова Селиме Ильясоглу (либеро) Мелиса Мемиш (либеро) Лена Мёллерс (1) Тияна Малешевич Мариана Томас (3) Славина Колева \| | Бухарест Sala Polivalenta 5000 зрителей |
| Счёт по партиям — 25:17, 25:11, 25:17. Время матча — 1 час 10 минут. Судьи: Марио Бернаола, Кари Партиайнен.                                                                    | | |
| «Вакыфбанк» (Стамбул) | 3:0 cev.eu | «Альба-Блаж» (Блаж) |
| Джансу Озбай (5) Гёзде Кырдар-Сонсырма (12) Милена Рашич (10) Лоннеке Слютьес (14) Чжу Тин (15) Зехра Гюнеш (4) Хатидже-Гизем Орге (либеро) Келси Робинсон Айше-Мелис Гюркайнак | Голы | Александра Црнцевич (8) Ннека Оньеджекве (5) Ана Клегер (3) Адина Салаору (7) Наташа Крсманович (2) Петя Баракова Селиме Ильясоглу (либеро) Мелиса Мемиш (либеро) Лена Мёллерс (1) Тияна Малешевич Мариана Томас (3) Славина Колева |

### Итоги

#### Положение команд
| «Вакыфбанк» (Стамбул)      |
| «Альба-Блаж» (Блаж)        |
| «Имоко Воллей» (Конельяно) |
| 4. «Галатасарай» (Стамбул) |

#### Призёры
«Вакыфбанк» (Стамбул): Хатидже-Гизем Орге, Гёзде Кырдар-Сонсырма, Джансу Озбай, Чжу Тин, Кюбра Акман-Чалышкан, Келси Робинсон, Айше-Мелис Гюркайнак, Айча Айкач, Лоннеке Слютьес, Наз Айдемир-Акйол, Эбрар Каракурт, Милена Рашич, Тугба Шеноглу, Зехра Гюнеш. Главный тренер — Джованни Гуидетти.
  «Альба-Блаж» (Блаж): Рамона Рус, Адина Салаору, Мариана Томас де Акино, Наташа Крсманович, Тияна Малешевич, Славина Колева, Петя Баракова, Александра Црнцевич, Ана Клегер Абель, Мелиса Мемиш, Селиме Ильясоглу, Лена Мёллерс, Линда Моралес, Ннека Оньеджекве. Главный тренер — Дарко Закоч.
  «Имоко Воллей» (Конельяно): Саманта Брисио Рамос, Сильвия Фьори, Симон Ли, Робин де Крёйф, Элиза Челла, Лаура Меландри, Моника Де Дженнаро, Анна Данези, Саманта Фабрис, Йоанна Волош, Кимберли Хилл, Анна Николетти, Марта Бекис. Главный тренер — Даниэле Сантарелли.

#### Индивидуальные призы
| - MVP Гёзде Кырдар-Сонсырма («Вакыфбанк») - Лучшая связующая Йоанна Волош («Имоко Воллей») - Лучшие центральные блокирующие Милена Рашич («Вакыфбанк») Ннека Оньеджекве («Альба-Блаж») | - Лучшая диагональная нападающая Ана Клегер («Альба-Блаж») - Лучшие нападающие-доигровщики Чжу Тин («Вакыфбанк») Кимберли Хилл («Имоко Воллей») - Лучшая либеро Хатидже-Гизем Орге («Вакыфбанк») |